# 수정액

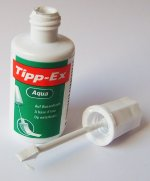
수정액 통과 브러시

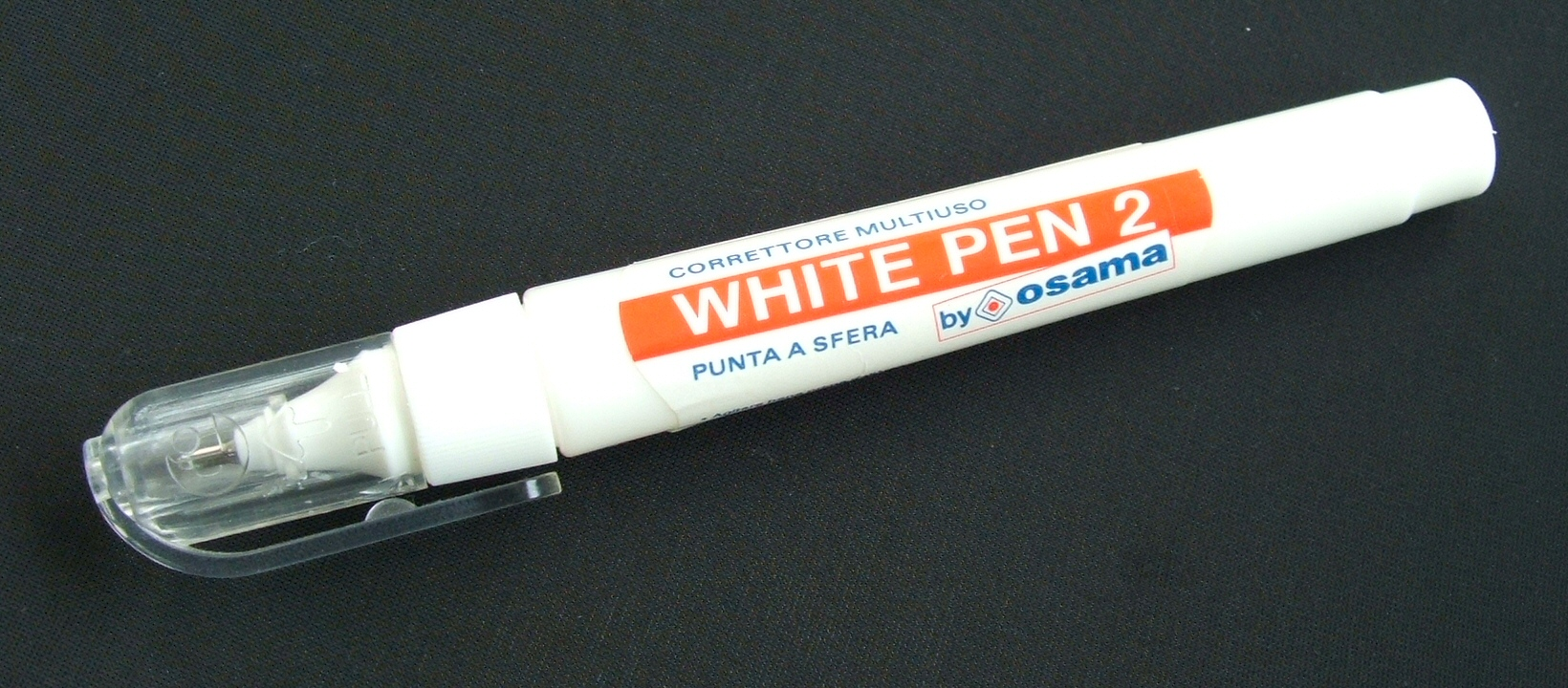
수정펜

수정액(Correction fluid)은 텍스트의 오류를 가리기 위해 종이에 바르는 불투명한 흰색 액체이다. 건조되면 손으로 쓰거나 타이핑할 수 있다. 일반적으로 액체에 담그는 브러시(또는 삼각형 폼 조각)에 뚜껑이 부착된 작은 병에 포장된다. 브러시는 액체를 종이에 바른다.
워드 프로세서가 발명되기 전에는 수정액이 타자 문서 제작을 크게 촉진했다. 수정액의 최초 형태 중 하나는 리퀴드 페이퍼(Liquid Paper)의 창립자인 미국 장관 베트 네스미스 그레이엄(Bette Nesmith Graham)이 1956년에 발명했다. 사무용 색종이의 출현으로 제조업체는 다양한 색상, 특히 빨간색, 파란색 및 노란색으로 잉크를 생산하기 시작했다.

## 같이 보기
- 수정테이프